# Baker-Campbell-Hausdorff-Formel
In der Mathematik ist die Baker-Campbell-Hausdorff-Formel eine nach den Mathematikern Henry Frederick Baker, John Edward Campbell und Felix Hausdorff benannte Gleichung, die ein Vertauschungsgesetz für bestimmte lineare Operatoren angibt.

## Vorbereitende Definitionen
Ist X ein stetiger linearer Operator eines Banachraumes in sich, dann kann man das Exponential dieses Operators wie folgt als Reihe definieren:
{\displaystyle e^{X}=\sum _{k=0}^{\infty }{\frac {1}{k!}}X^{k}}
Dabei bedeutet die Multiplikation eine Hintereinanderausführung und die Addition eine punktweise Addition der beteiligten Operatoren.
Der Kommutator (auch Lie-Klammer) zweier linearer Operatoren X und Y ist definiert als
{\displaystyle [X,Y]:=XY-YX\,}
Er ist ein bilinearer Operator. Aus der Definition folgt zunächst das sogenannte Hadamard-Lemma, auch Liesche Entwicklungsformel genannt:
{\displaystyle e^{X}Ye^{-X}=\sum _{m=0}^{\infty }{\frac {1}{m!}}[X,Y]_{m}}
mit {\displaystyle [X,Y]_{m}=[X,[X,Y]_{m-1}]\,} und {\displaystyle [X,Y]_{0}=Y\,}.

## Die Formel
Falls {\displaystyle [X,[X,Y]]=0\,} und {\displaystyle [Y,[Y,X]]=0\,}, gelten die
einfachen Baker-Campbell-Hausdorff-Formeln
{\displaystyle e^{X}e^{Y}=e^{X+Y+[X,Y]/2}\,}
{\displaystyle e^{X+Y}=e^{X}e^{Y}e^{-[X,Y]/2}\,}.
Für beliebige {\displaystyle X} und {\displaystyle Y} ist die Formel sehr umfangreich und nur noch für {\displaystyle X,Y} in einer Umgebung der {\displaystyle 0} konvergierend. Sie lautet dann
{\displaystyle e^{X}e^{Y}=e^{Z(X,Y)}\,}
mit
{\displaystyle {\begin{aligned}Z(X,Y)&{}=X+Y\\&{}+{\frac {1}{2}}[X,Y]+{\frac {1}{12}}[X,[X,Y]]-{\frac {1}{12}}[Y,[X,Y]]\\&{}\quad -{\frac {1}{24}}[Y,[X,[X,Y]]]\\&{}\quad -{\frac {1}{720}}([[[[X,Y],Y],Y],Y]+[[[[Y,X],X],X],X])\\&{}\quad +{\frac {1}{360}}([[[[X,Y],Y],Y],X]+[[[[Y,X],X],X],Y])\\&{}\quad +{\frac {1}{120}}([[[[Y,X],Y],X],Y]+[[[[X,Y],X],Y],X])+\cdots \end{aligned}}}

## Referenzen
- H. Baker: Proc Lond Math Soc (1) 34 (1902) 347–360; ibid (1) 35 (1903) 333–374; ibid (Ser 2) 3 (1905) 24–47.
- J. Campbell: Proc Lond Math Soc 28 (1897) 381–390; ibid 29 (1898) 14–32.
- L. Corwin & F.P Greenleaf: Representation of nilpotent Lie groups and their applications, Part 1: Basic theory and examples, Cambridge University Press, New York, 1990, ISBN 0-521-36034-X.
- E. B. Dynkin: Calculation of the coefficients in the Campbell-Hausdorff formula, Doklady Akad Nauk USSR, 57 (1947) 323–326.
- Brian C. Hall: Lie Groups, Lie Algebras, and Representations: An Elementary Introduction, Springer, 2003. ISBN 0-387-40122-9.
- F. Hausdorff: Berl Verh Saechs Akad Wiss Leipzig 58 (1906) 19–48.
- W. Magnus: Comm Pur Appl Math VII (1954) 649–673.
- W. Miller: Symmetry Groups and their Applications,  Academic Press, New York, 1972, S. 159–161. ISBN 0-124-97460-0.
- H. Poincaré: Compt Rend Acad Sci Paris 128 (1899) 1065–1069; Camb Philos Trans 18 (1899) 220–255.
- M.W. Reinsch: A simple expression for the terms in the Baker–Campbell–Hausdorff series. Jou  Math  Phys, 41(4):2434–2442,   (2000). doi:10.1063/1.533250 (arXiv preprint)
- W. Rossmann: Lie Groups: An Introduction through Linear Groups. Oxford University Press, 2002.
- A.A. Sagle & R.E. Walde: Introduction to Lie Groups and Lie Algebras, Academic Press, New York, 1973. ISBN 0-12-614550-4.
- J.-P. Serre: Lie algebras and Lie groups, Benjamin,  1965.
- H. Kleinert: Path Integrals in Quantum Mechanics, Statistics, Polymer Physics, and Financial Markets, 4th edition, World Scientific (Singapore, 2006) (auch lesbar hier).